# Monamphiura calbuca
Monamphiura calbuca är en ormstjärneart som först beskrevs av Ole Theodor Jensen Mortensen 1952.  Monamphiura calbuca ingår i släktet Monamphiura och familjen trådormstjärnor. Inga underarter finns listade i Catalogue of Life.